# Concerto pour piano no 1 de Tchaïkovski
Le Concerto pour piano no 1 en si bémol mineur, op.23, est le 1er des 3 concertos pour piano, en 3 mouvements, du compositeur russe Piotr Ilitch Tchaïkovski, composé à Moscou entre novembre 1874 et février 1875, et révisé par le compositeur durant l’été 1879, et à nouveau en décembre 1888. C'est une de ses œuvres les plus célèbres.

## Structure
1. Allegro non troppo e molto maestoso (si bémol mineur) - Allegro con spirito (si bémol majeur)
2. Andantino semplice - Prestissimo (ré majeur)
3. Allegro con fuoco (si bémol mineur, puis si bémol majeur)

## Orchestration
| Instrumentation du Concerto pour piano nº 1                                     |
| Bois                                                                            |
| 2 flûtes, 2 hautbois, 2 clarinettes (en si bémol), 2 bassons                    |
| Cuivres                                                                         |
| 4 cors (en fa), 2 trompettes (en fa), 3 trombones (2 ténors et 1 basse)         |
| Percussions                                                                     |
| timbales                                                                        |
| Cordes                                                                          |
| 1 piano soliste, premiers et seconds violons, altos, violoncelles, contrebasses |

## Histoire

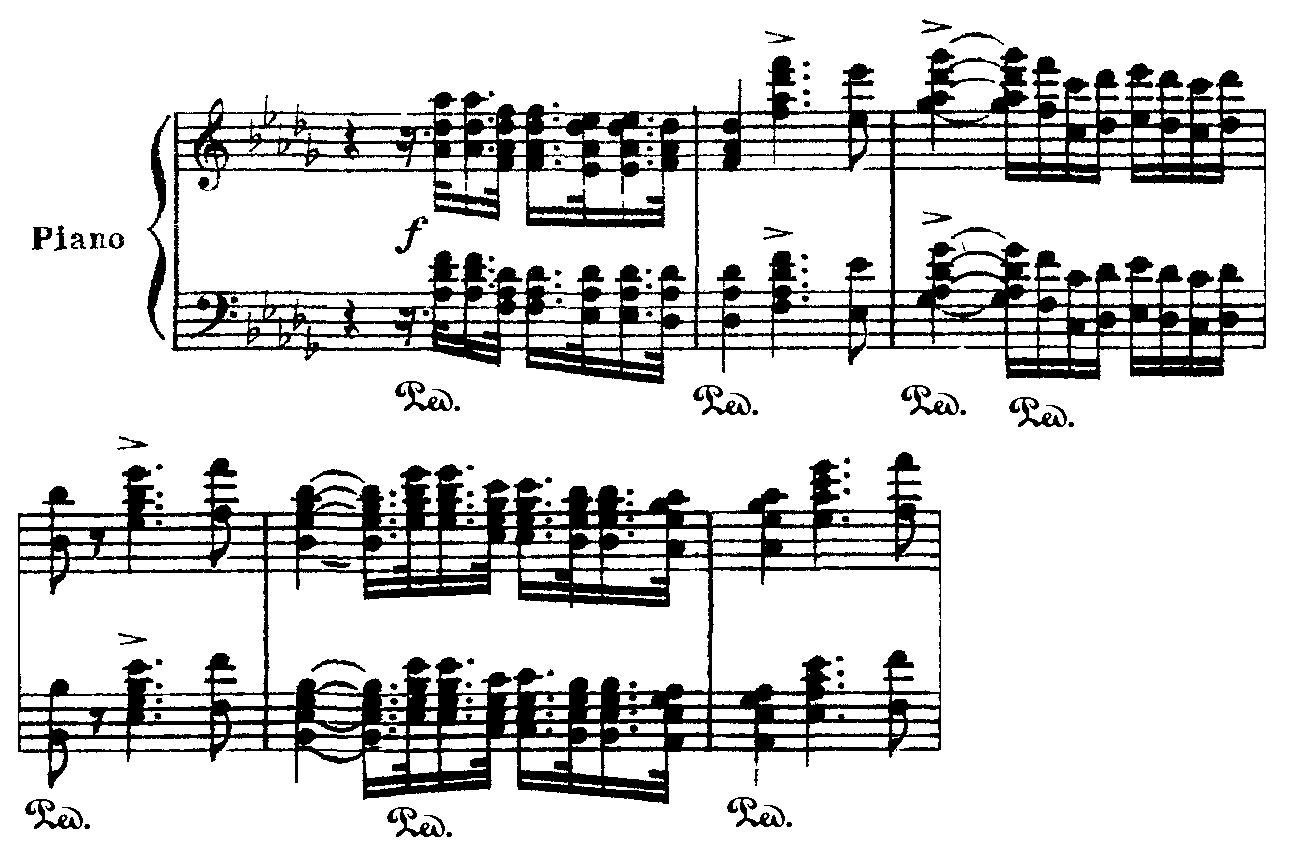
Thème du premier mouvement, joué par le piano.

Le premier concerto pour piano, composé à Moscou, est d'abord dédié à son ami et mentor Nikolaï Rubinstein, directeur du conservatoire de Moscou, à qui il désire initialement faire créer l'oeuvre. Mais celui-ci juge la partition si mauvaise, qu'il déclare qu'elle « donne la nausée ».

Voici, telle que la décrit Tchaïkovski dans une de ses lettres à sa mécène Nadejda von Meck, la réaction de Rubinstein lorsqu'il écouta le concerto pour la première fois : 

« C’était la veille de Noël 1874. Je joue le premier mouvement. Pas un mot, pas une observation. À dire vrai, je ne sollicitais pas un verdict sur la valeur musicale de mon concerto, mais un avis sur sa technique pianistique. Or, le silence de Rubinstein était lourd de signification : « Comment voulez-vous, mon cher, semblait-il vouloir dire, que je fasse attention à des détails, alors que votre musique me répugne dans son ensemble ? » Je m’armai de patience et jouai la partition jusqu’au bout. Un silence. Je me lève. « Eh bien ? » demandai-je. Courtois et calme au début, Rubinstein devint bientôt une sorte de Jupiter tonnant. Mon concerto n’avait aucune valeur, était injouable ; deux ou trois pages, à la rigueur, pouvaient être sauvées ; quant au reste, il fallait le mettre au panier ou le refaire d’un bout à l’autre. « Je n’y changerai pas une note, répliquai-je, et le ferai graver comme il est. » C’est ce que je fis. »

.

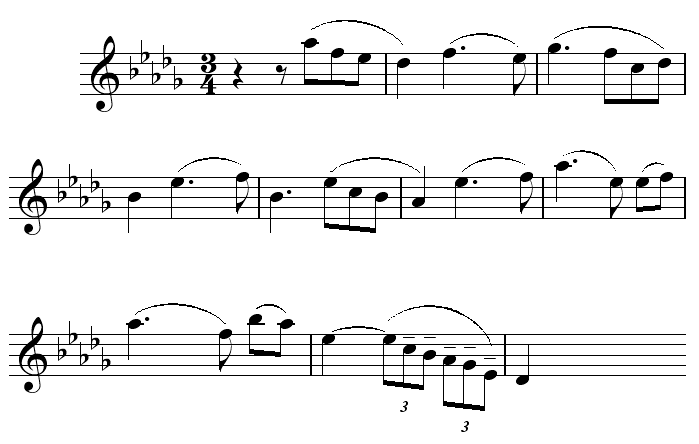
Les premières mesures du célèbre thème du premier mouvement.

Profondément choqué, le compositeur change la dédicace au profit de Hans von Bülow, grâce à qui ce concerto grandiose acquit rapidement l'immense réputation qui l'accompagne encore aujourd'hui. De son côté, Rubinstein est forcé de répudier ses accusations précédentes et de reconnaître la valeur de la partition. Il devient d'ailleurs fervent défenseur de l'œuvre, et l'un des meilleurs interprètes de ce concerto qui fut l'une de ses œuvres préférées, sa pièce maîtresse. 
La première représentation a lieu à Boston, aux États-Unis, le 13 octobre 1875, avec Hans von Bülow, dirigé par Benjamin Johnson Lang (en) (version de 1874-1875). L'exécution du concerto dure approximativement 40 minutes.
Il existe une version arrangée pour deux pianos par Tchaïkovski, composée en décembre 1874 et revue en décembre 1888.

## Utilisation
Depuis 2020, le concerto pour piano n°1 de Tchaïkovski est utilisé comme hymne pour les remises de médailles par les athlètes russes concourant sous bannière neutre (ROC). En effet, la décision du Tribunal arbitral du sport d'exclure la Russie de toute compétition internationale s'accompagne du bannissement de tout hymne lié à la Russie. L'ouverture du concerto fut ainsi acceptée pour remplacer l'hymne national de la fédération de Russie, le Comité international olympique considérant que le morceau faisait partie de la « culture mondiale ».